# Arnold Canisius
Arnold Wilhelm Ludwig Thomas Canisius (* 19. September 1833 in Nordenbeck; † 2. Februar 1890 ebenda) war ein deutscher Gutsbesitzer und Politiker.
Canisius war der Sohn des Gutsbesitzers und Landstands Thomas Kaspar Friedrich Canisius und dessen Ehefrau Wilhelmine, geborene Leist. Er heiratete am 26. November 1864 in Werl Sophia Lex.
Canisius besuchte das Gymnasiums in Brilon und die Landwirtschaftlichen Zentralschule in Weihenstephan bei Freising. Er war Gutsbesitzer in Nordenbeck. Durch die Einleitung größerer Ameliorationen durch Landbau auf bisherigen Wiesenflächen und Urbarmachung bisher ungenutzten Landes sowie den Ankauf von weiteren 200 Morgen Land vergrößerte er den Betrieb. Er veranlasste den Ausbau des Herrenhauses und den Anbau einer am 27. September 1876 durch Weihbischof Joseph Freusberg (1806–1889) geweihten Hauskapelle.
Vom 31. Oktober 1865 bis 1871 gehörte er dem Landtag des Fürstentums Waldeck-Pyrmont an. Er wurde als Nachfolger von Friedrich Kahlhöfer für den Wahlkreis Kreis des Eisenbergs gewählt. Nach seinem Ausscheiden wurde Friedrich Hastenpflug in seinem Wahlkreis gewählt. Von 1877 bis 1886 war er Bürgermeister von Nordenbeck.